# Castell de Bran
El castell de Bran, situat a prop de la ciutat de Brașov, al comtat del mateix nom, és un monument històric de Romania. La fortalesa se situa als Carpats, a la frontera entre Transsilvània i Valàquia. Més conegut com a castell de Dràcula, és promogut com la residència del personatge que dona títol al llibre Dràcula, de Bram Stoker. Segons aquesta obra, el castell va ser la residència del príncep Vlad Ţepeş, governador de Valàquia.

## Descripció
Situat prop de Braşov a Transsilvània, és un monument nacional i un dels punts clau del turisme romanès per la seva antiguitat, pel valor arquitectònic i pel seu enllaç amb el personatge fictici del comte Dràcula. Se sosté que el personatge històric en què es va inspirar Stoker, Vlad Țepeș (Vlad III Drăculea), mai va viure en aquest castell i que la seva veritable fortalesa va ser el castell de Poenari, avui parcialment en ruïnes.
Tot i el seu aspecte massís i fortificat, el castell de Bran va rebre pocs assassins i la seva importància militar va ser escassa. Solament va ser habitat permanentment durant les dècades de 1920 i 1930, quan va servir de residència estiuenca a la reina Maria de Romania.

## Història

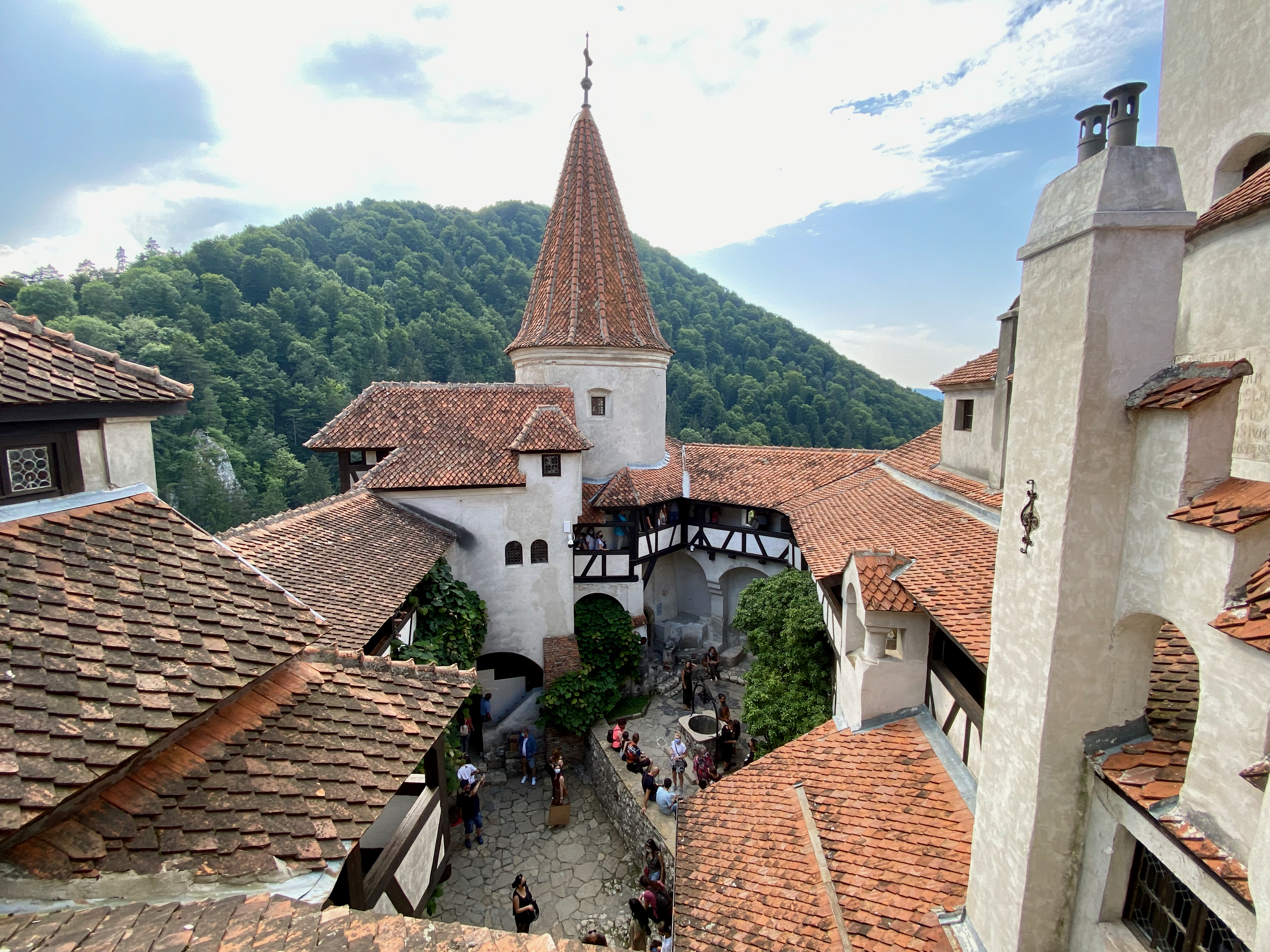
Castell de Bran des de la torre

En aquest emplaçament va ser construïda una fortalesa per cavallers de l'Ordre Teutònica al voltant de 1212, quan van ser rebuts al Regne d'Hongria, després d'haver estat derrotats pels sarraïns a Terra Santa, de manera que van tornar a Europa. La fortalesa està emplaçada a la frontera entre Transsilvània i Valàquia i la seva arquitectura és única. Si bé aquesta petita fortificació va ser arrasada amb el pas del temps i va rebre les arremeses de les hordes tàrtares el 1241, l'estructura actual va ser dreçada per ordres del rei Lluís I d'Hongria el 1377, per complir una funció comercial i defensiva contra el voivoda de Valàquia.
Aquest castell és famós per la creença que havia estat la llar del Vlad Drǎculea (Vlad III l'Empalador) al segle xv. Tot i això, no hi ha evidències que Vlad visqués allà en persona i, segons la majoria de les versions, l'Empalador va passar només dos dies al castell, tancat en un calabós, en el seu camí a la presó de Budapest, quan la regió estava ocupada per l'Imperi otomà.
Després d'acabada la Primera Guerra Mundial, el 1920, es va signar el Tractat de Trianon, on la regió de Transsilvània va ser cedida al Regne de Romania, i amb això, el castell de Bran va passar a pertànyer a l'administració romanesa.

## Residència reial
Poc després que la ciutat de Braşov passés a formar part del Regne de Romania, l'administració municipal va decidir donar-li el castell a la seva nova reina, Marie. La seva nova propietària, molt aficionada a la decoració i a la història de Romania, aviat es va embarcar en una campanya de restauracions i transformacions per convertir el castell de Bran a la seva nova residència d'estiu.
A la dècada de 1920, l'arquitecte de la família reial, el txec Karel Zdeněk Liman, va realitzar profundes reformes a l'edifici, que no obstant no va perdre gens ni mica del seu aspecte de fortalesa medieval. Es van crear noves escales per facilitar la comunicació, s'hi va instal·lar electricitat i aigua corrent (freda i calenta), tres centraletes telefòniques, fins i tot es va afegir un ascensor per facilitar l'accés al jardí. Els interiors del castell, que mai no havien estat especialment tètrics, es van omplir de mobles i objectes històrics, buscant crear un ambient còmode i rústic; algunes estades es van redecorar en estil "alemany", "tirolès" o "dòric" (renaixement italià).
També el parc circumdant va ser renovat i es van erigir el Pavelló de Te i la Caseta de la Princesa Ileana, a més de cases per a convidats, allotjaments per al servei, estables i garatges.

## Confiscat i tornat

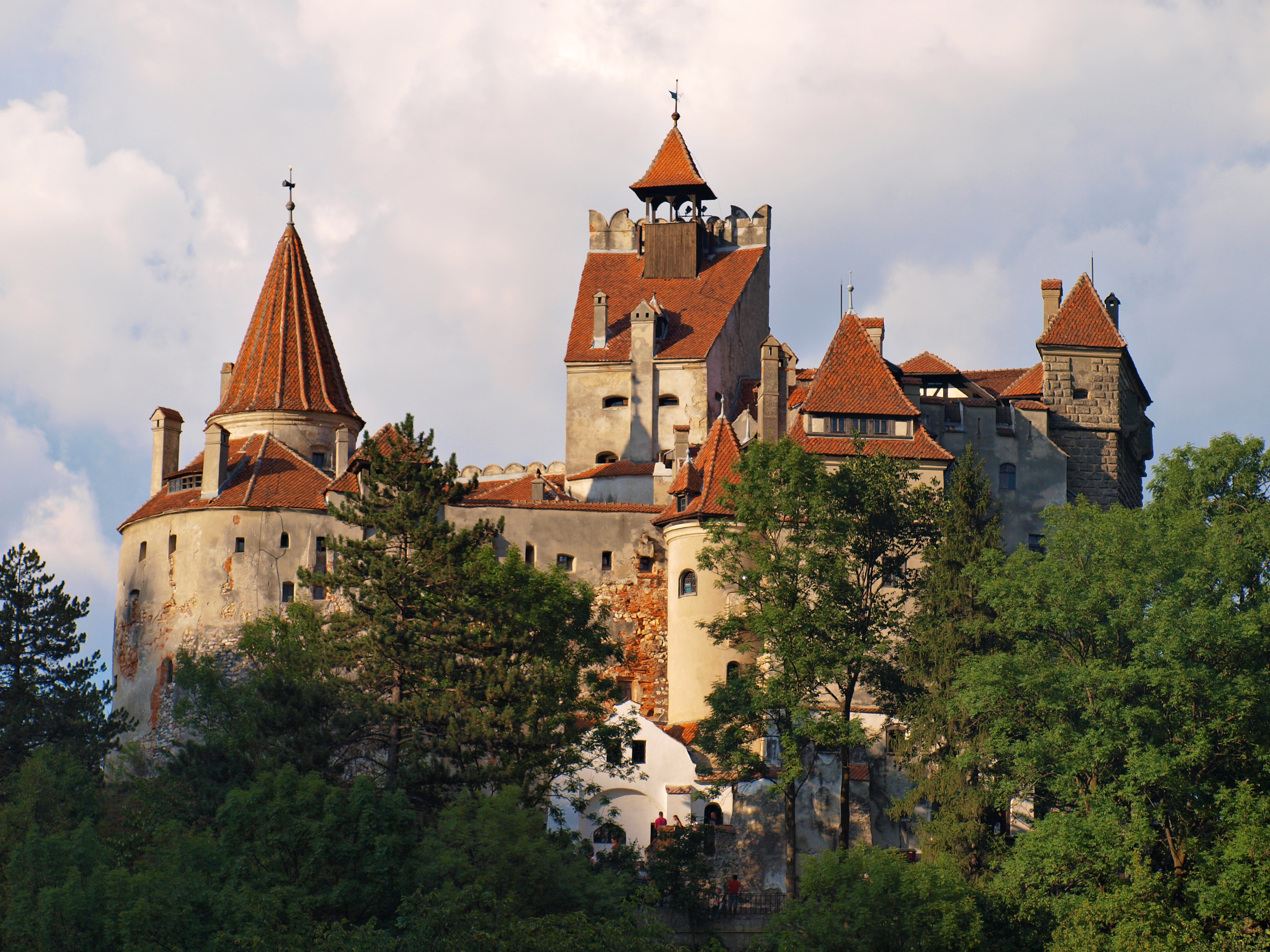

El castell, que va ser possessió de la princesa Elena de Romania, que el va heretar de la seva mare, la Reina María. Durant molts anys va ser cuidat de forma irregular, però després de la restauració de la dècada de 1980 i la Revolució romanesa de 1989, va passar a ser una destinació turística.
L'hereu legal del castell era el fill de la Princesa Elena, l'Arxiduc Dominico d'Àustria-Toscana, i el 2006 el govern romanès li va tornar. L'arxiduc Dominico és un enginyer austríac que viu als voltants de Nova York. El 2007, Dominico de Habsburgo va posar en venda el castell pel preu de 50 milions d'euros i l'oferta va ser acceptada per Román Abramóvitx, un multimilionari rus del petroli, però finalment el tracte no va arribar a tancar-se i la propietat segueix en mans dels Habsburg.
En una publicació de la revista Forbes dels Estats Units, el castell va ser valorat el 140 milions de dòlars, quantitat justificada pels experts a causa dels ingressos que podria proporcionar aquest edifici històric com a destinació turística, però els propietaris actuals i les autoritats insisteixen a rebutjar el mite de Dràcula, i prohibeixen explotar el castell com a parc temàtic sobre aquest personatge, cosa que li resta molt del seu atractiu. Segons les últimes notícies, la família Von Habsburg ha decidit formar una societat a mitges amb les autoritats per mantenir el castell obert als turistes.
En l'actualitat, el castell allotja un museu obert al públic, en el qual s'exhibeixen peces d'art i mobiliari col·leccionats per la reina Maria de Romania. Les visites poden ser lliures o guiades. Als peus del turó on hi ha el castell s'estén un petit parc a l'aire lliure que exhibeix estructures campestres tradicionals de Romania, com ara cabanes. El castell va ser construït cap al 1212 pels cavallers de l'orde teutònic, però el primer document escrit de què es té constància data del 19 de novembre de 1377 i és de Lluís I d'Hongria. El complex va ser utilitzat per combatre la invasió de l'Imperi otomà el 1378.

## Inspiració per a la novel·la de Bram Stoker

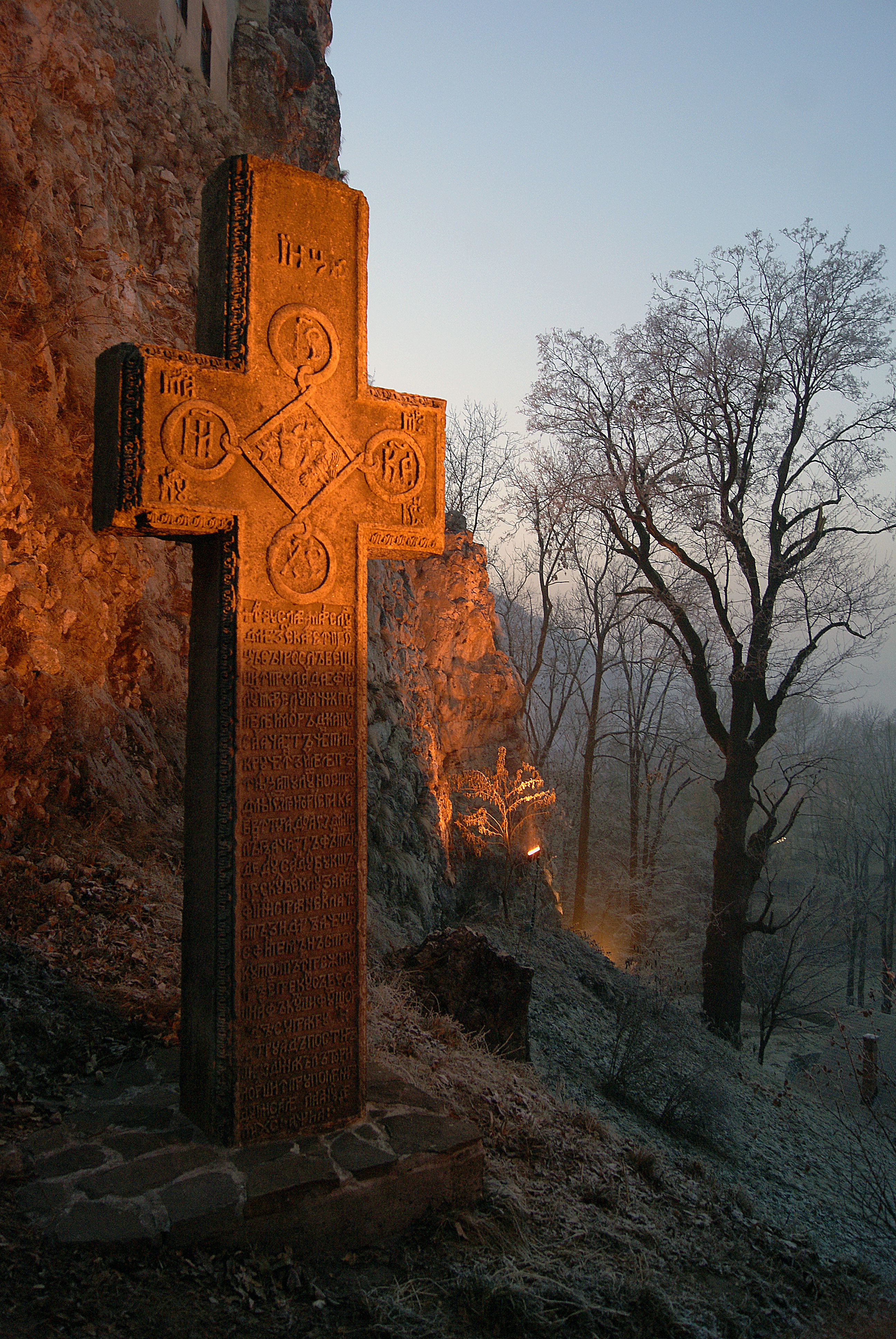
Creu al castell.

Presumptament, Bram Stoker va modelar parts del personatge fictici del comte Dràcula basant-se en aspectes del personatge històric de Vlad Drăculea, encara que les descripcions de la novel·la no especifiquen l'emplaçament real del castell. Pot ser que s'hagi inspirat en el de New Slains, a Escòcia, quan va ser convidat pel comte d'Erroll, o bé en les descripcions d' El castell dels Carpats de Julio Verne oa Els misteris d'Udolfo d'Ann Radcliffe, encara que existeix la possibilitat que hagi llegit el llibre On the Track of the Crescent: Erratic Notes from the Piraeus to Pesth (1885) del Major EC Johnson o vist la litografia de Charles Boner on apareix Bran, encara que descrit amb el seu nom alemany: Toerzburg, que també és descrit a Round About the Carpathians de Crosse oa Magyarland de Mazuchelli.
La imatge del castell de Bran ha estat utilitzada en múltiples adaptacions fílmiques de Dràcula, i l'economia local ha fet ús d'aquesta connexió per impulsar el turisme, per la qual cosa es poden aconseguir targetes postals i samarretes on el castell se segueix relacionant amb el nom del vampir.